# Nasinite
La nasinite è un minerale. Prende il nome dal chimico italiano  Raffaello Nasini.